# Martin Lechner
Martin Lechner (* 9. August 1951 in Warching) ist ein deutscher Theologe und Hochschullehrer. Er war von 2000 bis 2013 Lehrstuhlinhaber für Jugendpastoral an der Philosophisch-Theologischen Hochschule Benediktbeuern und bis 2017 Leiter des dortigen Jugendpastoralinstituts Don Bosco.   

## Beruf
Nach dem Abitur im Jahr 1971 am Humanistischen Gymnasium in Eichstätt studierte Martin Lechner bis 1975 Soziale Arbeit an der Katholischen Stiftungsfachhochschule München (Abteilung Benediktbeuern) und Philosophie an der  Philosophisch-Theologischen Hochschule Benediktbeuern. Von 1975 bis 1977 war er in der Diözese Eichstätt Bildungsreferent der Katholischen Landjugendbewegung, danach leistete er seinen Zivildienst in einer Einrichtung für behinderte Menschen. 1979 nahm er ein Theologiestudium an der Friedrich-Wilhelm-Universität Bonn auf, das er nach vier Semestern an der PTH Benediktbeuern fortsetzte und mit dem Diplom abschloss. Seine berufsbegleitendes Promotionsstudium schloss er im Jahre 1989 an der Theologischen Fakultät der Universität Trier bei Heinz Feilzer mit der Promotionsarbeit „Pastoraltheologie der Jugend“ ab. Seit 1981 hatte er eine Referentenstelle am Jugendpastoralinstitut Don Bosco Benediktbeuern inne und übernahm 1992 dessen Leitung 1999 habilitierte er unter Begleitung von Ottmar Fuchs an der Otto-Friedrich-Universität Bamberg mit der Arbeit „Theologie in der Sozialen Arbeit“ und wurde im Jahr darauf in Benediktbeuern zum Inhaber des neugeschaffenen Lehrstuhls für Jugendpastoral berufen. 2007 übernahm er zusätzlich zu diesem Lehrstuhl auch wieder die Leitung des Jugendpastoralinstituts, die er 2000 abgegeben hatte.  2008 wurde er zudem Vertreter für den Lehrstuhl Religionspädagogik. Er entwickelte mit einigen Mitarbeitern und Mitarbeiterinnen des Jugendpastoralinstituts und aus der Praxis der Heimerziehung das Konzept einer religionssensiblen Erziehung. Im Jahre 2017 erfolgte seine Emeritierung.

## Privates
Martin Lechner ist verheiratet und hat drei erwachsene Kinder. Von 1979 bis 1983 war er Bundesvorsitzender der Katholischen Landjugendbewegung. Von 2004 bis 2024 war er ehrenamtlicher 1. Vorsitzender der Lebenshilfe-Kreisvereinigung Bad Tölz-Wolfratshausen e.V.

## Veröffentlichungen in Auswahl
- Pastoraltheologie der Jugend. Geschichtliche, theologische und kairologische Bestimmung der Jugendpastoral einer evangelisierenden Kirche (= Studien zur Jugendpastoral. Bd. 1). Don Bosco Verlag, München 1992, ISBN 3-7698-0687-5 (Zugleich: Trier, Universität, Dissertation).
- Theologie in der Sozialen Arbeit. Begründung und Konzeption einer Theologie an Fachhochschulen für Soziale Arbeit (= Benediktbeurer Studien. Bd. 8). Don Bosco Verlag, München 2000, ISBN 3-7698-1213-1 (Zugleich: Bamberg, Universität, Habilitations-Schrift, 1999: Theologie der sozialen Arbeit.).
- Kirchliche Kinder- und Jugendhilfe. Pastoraltheologische Einwürfe zu ihrer Qualitätsentwicklung (= Benediktbeurer Beiträge zur Jugendpastoral. Bd. 5). Don Bosco Verlag, München 2001, ISBN 3-7698-1129-1.
- mit Karl Bopp: „Vom Schönsten Edelstein ...“ der Pastoral. Theologische Erwägungen zum caritativen Handeln (= Benediktbeurer Hochschulschriften. Bd. 21). Don Bosco Verlag, München 2004, ISBN 3-7698-1468-1.
- mit Angelika Gabriel (Hg.), Religionssensible Erziehung. Impulse aus dem Forschungsprojekt "Religion in der Jugendhilfe" (2005-2008), Don Bosco Verlag München 2009
- mit Angelika Gabriel: Anstößiger Glaube – Anstöße zum Glauben?! Spirituelle Impulse aus einer Fotostudie mit Jugendlichen. Don Bosco Verlag, München 2009, ISBN 978-3-7698-1740-9.
- mit Angelika Gabriel: Brenn-Punkte. Religionssensible Erziehung in der Praxis. Don-Bosco-Medien, München 2011, ISBN 978-3-7698-1832-1.
- mit Norbert Dörnhoff und Stefan Hiller (Hg.), Religionssensible Erziehung in der Jugendhilfe. Benachteiligte Kinder und Jugendliche in ihrer religiösen Entwicklung fördern, Lambertus Verlag Freiburg i. Br. 2014

Zudem Herausgeberschaft der Reihen Studien zur Jugendpastoral  (Don Bosco Verlag) und  Jugend in Kirche und Gesellschaft (Lit Verlag) sowie zahlreiche Beiträge in Zeitschriften und Lexika.